# Le Breuil-en-Bessin
Pour les articles homonymes, voir Le Breuil.
Le Breuil-en-Bessin est une commune française, située dans le département du Calvados en région Normandie, peuplée de 411 habitants.

## Géographie
Pays d'eau, de haies bocagères, de pâturages, de chevaux, de fours à chaux et de potiers, le sol comprend des schistes bruns, des grès bigarrés ocre et rouges, du calcaire ainsi que de l'argile dite « red marle »[réf. nécessaire].

### Hydrographie
La commune est située dans le bassin Seine-Normandie. Elle est drainée par la Tortonne, le Merdillon, le cours d'eau 01 de la Comterie, le Petit Bosq, le Fort du Douet et un autre petit cours d'eau,.
La Tortonne, d'une longueur de 18 km, prend sa source dans la commune de Balleroy-sur-Drôme et se jette  dans l'Aure à Trévières, après avoir traversé onze communes. 

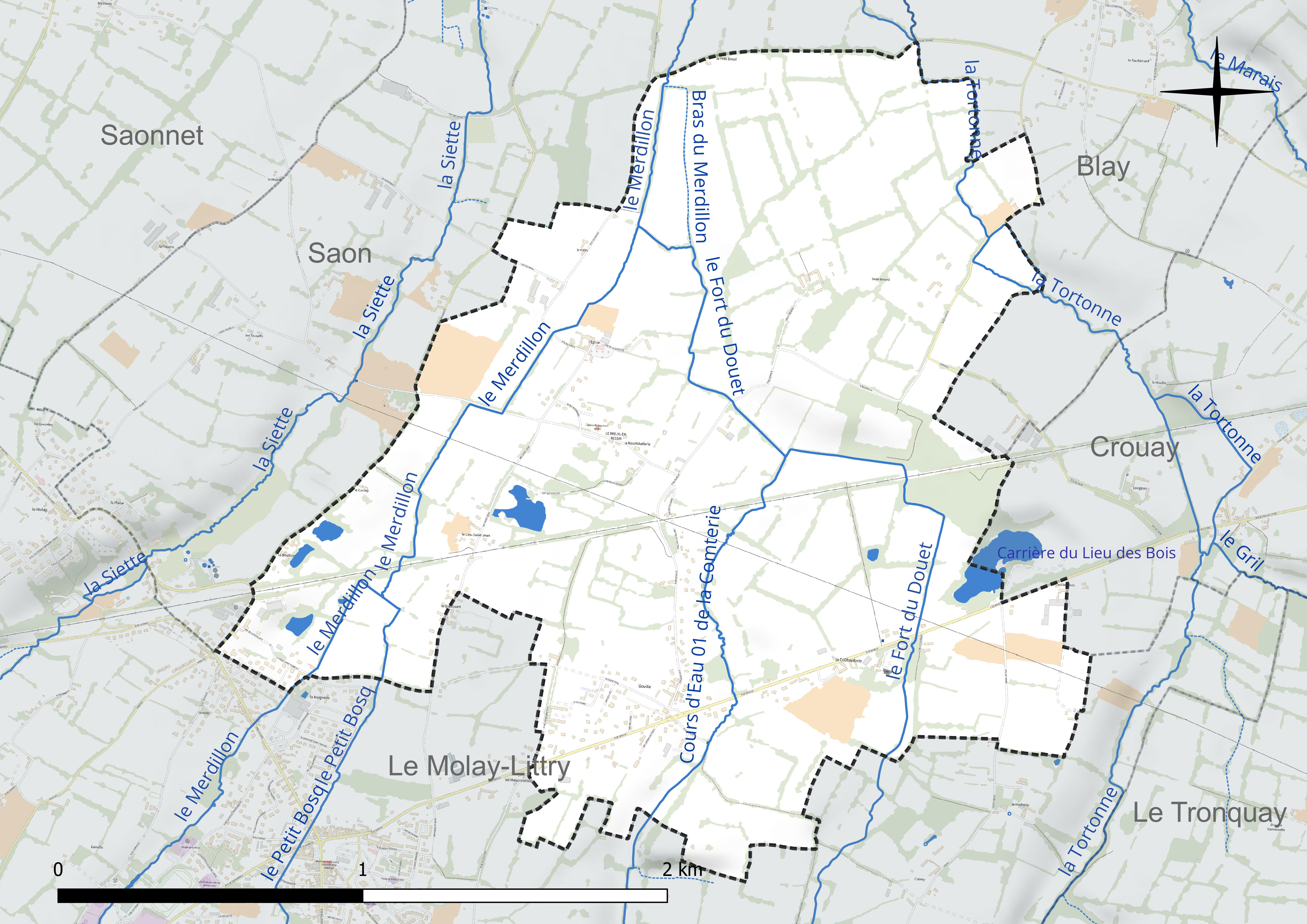
Réseau hydrographique du Breuil-en-Bessin.

Un plan d'eau complète le réseau hydrographique : la carrière du Lieu des Bois, d'une superficie totale de 3 ha (1,1 ha sur la commune),.

### Climat
Pour des articles plus généraux, voir Climat de la Normandie et Climat du Calvados.
En 2010, le climat de la commune est de type climat océanique altéré, selon une étude du CNRS s'appuyant sur une série de données couvrant la période 1971-2000. En 2020, Météo-France publie une typologie des climats de la France métropolitaine dans laquelle la commune est exposée à un climat océanique et est dans la région climatique  Normandie (Cotentin, Orne), caractérisée par une pluviométrie relativement élevée (850 mm/a) et un été frais (15,5 °C) et venté. Parallèlement le GIEC normand, un groupe régional d'experts sur le climat, différencie quant à lui, dans une étude de 2020, trois grands types de climats pour la région Normandie, nuancés à une échelle plus fine par les facteurs géographiques locaux. La commune est, selon ce zonage, exposée à un « climat maritime », correspondant au Cotentin et à l'ouest du département de la Manche, frais, humide et pluvieux, où les contrastes pluviométrique et thermique sont parfois très prononcés en quelques kilomètres quand le relief est marqué.
Pour la période 1971-2000, la température annuelle moyenne est de 10,8 °C, avec  une amplitude thermique annuelle de 11,5 °C. Le cumul annuel moyen de précipitations est de 771 mm, avec 12,7 jours de précipitations en janvier et 7,7 jours en juillet. Pour la période 1991-2020, la température moyenne annuelle observée sur la station météorologique la plus proche, située sur la commune de Balleroy-sur-Drôme à 8 km à vol d'oiseau, est de 11,2 °C et le cumul annuel moyen de précipitations est de 924,3 mm,. Pour l'avenir, les paramètres climatiques de la commune estimés pour 2050 selon différents scénarios d'émission de gaz à effet de serre sont consultables sur un site dédié publié par Météo-France en novembre 2022.

## Urbanisme

### Typologie
Au 1er janvier 2024, Le Breuil-en-Bessin est catégorisée commune rurale à habitat dispersé, selon la nouvelle grille communale de densité à 7 niveaux définie par l'Insee en 2022.
Elle appartient à l'unité urbaine du Le Molay-Littry, une agglomération intra-départementale dont elle est une commune de la banlieue,. Par ailleurs la commune fait partie de l'aire d'attraction de Bayeux, dont elle est une commune de la couronne,. Cette aire, qui regroupe 29 communes, est catégorisée dans les aires de moins de 50 000 habitants,.

### Occupation des sols
L'occupation des sols de la commune, telle qu'elle ressort de la base de données européenne d'occupation biophysique des sols Corine Land Cover (CLC), est marquée par l'importance des territoires agricoles (93,5 % en 2018), en diminution par rapport à 1990 (94,9 %). La répartition détaillée en 2018 est la suivante : 
prairies (46,5 %), terres arables (26,9 %), zones agricoles hétérogènes (20,2 %), zones urbanisées (6,5 %). L'évolution de l'occupation des sols de la commune et de ses infrastructures peut être observée sur les différentes représentations cartographiques du territoire : la carte de Cassini (XVIIIe siècle), la carte d'état-major (1820-1866) et les cartes ou photos aériennes de l'IGN pour la période actuelle (1950 à aujourd'hui).

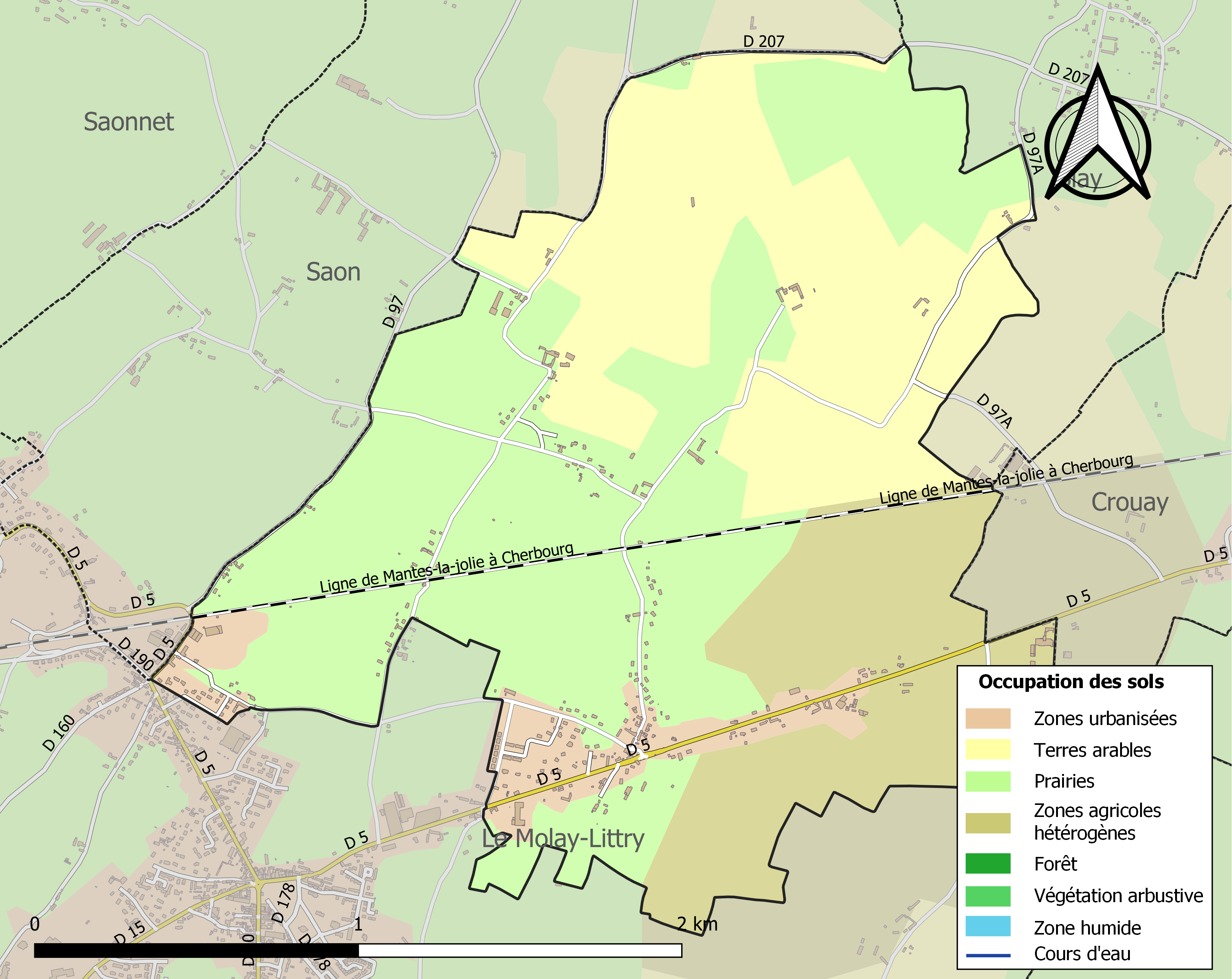
Carte des infrastructures et de l'occupation des sols de la commune en 2018 (CLC).

## Toponymie
Le nom de la localité est attesté sous la forme Brolium en 1148.
Le toponyme Le Breuil signifie en ancien français « bois-taillis, petit bois clos » (d'un mur ou d'une haie). Il est issu du gaulois brogilos, même sens.
Le locatif en-Bessin a été ajouté en 1914 pour écarter l'homonymie avec d'autres communes Le Breuil, y compris dans le même département. Dix-huit communes portent ce nom en France.

## Histoire
Le village appartenait aux Bacon du Molay.
Les houillères de Littry exploitent plusieurs puits de mine sur la commune entre la fin du XVIIIe siècle et le milieu du XIXe siècle.

## Politique et administration

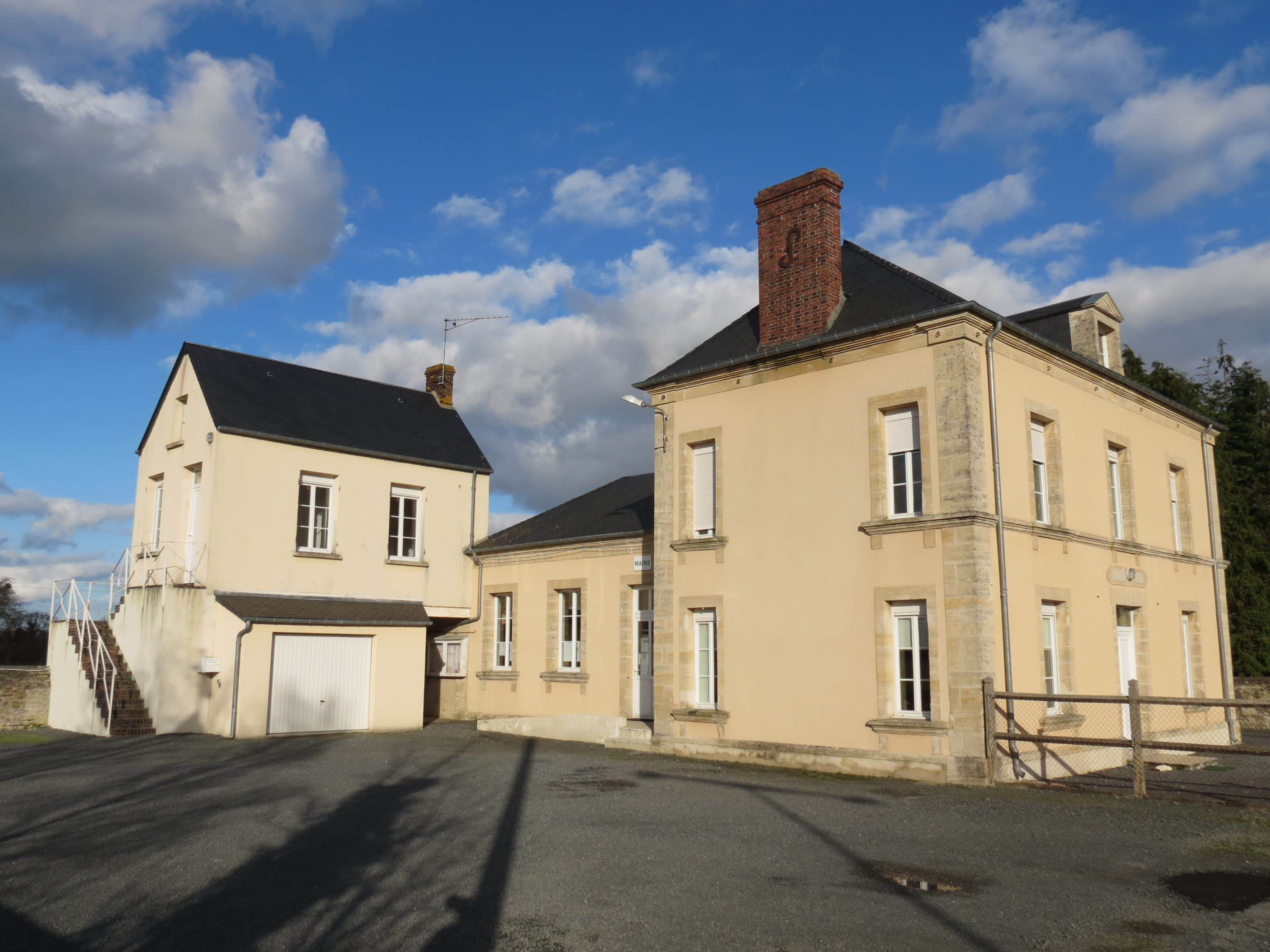
Mairie de Breuil-en-Bessin.

| Période                                  | Période   | Identité           | Étiquette | Qualité                      |
| ---------------------------------------- | --------- | ------------------ | --------- | ---------------------------- |
| 1995                                     | mars 2014 | Gilbert Lefrançois | SE        | Entrepreneur en maçonnerie   |
| mars 2014                                | mai 2020  | Pierre Anger       | SE        | Retraité commercial          |
| mai 2020                                 | En cours  | Richard Folliot    | SE        | Chef de projet travaux neufs |
| Les données manquantes sont à compléter. |           |                    |           |                              |

## Démographie
L'évolution du nombre d'habitants est connue à travers les recensements de la population effectués dans la commune depuis 1793. Pour les communes de moins de 10 000 habitants, une enquête de recensement portant sur toute la population est réalisée tous les cinq ans, les populations de référence des années intermédiaires étant quant à elles estimées par interpolation ou extrapolation. Pour la commune, le premier recensement exhaustif entrant dans le cadre du nouveau dispositif a été réalisé en 2007.
En 2022, la commune comptait 411 habitants, en évolution de −0,24 % par rapport à 2016 (Calvados : +1,58 %, France hors Mayotte : +2,11 %).
| 1793 | 1800 | 1806 | 1821 | 1831 | 1836 | 1841 | 1846 | 1851 |
| ---- | ---- | ---- | ---- | ---- | ---- | ---- | ---- | ---- |
| 307  | 261  | 318  | 315  | 397  | 414  | 421  | 440  | 387  |

| 1856 | 1861 | 1866 | 1872 | 1881 | 1886 | 1891 | 1896 | 1901 |
| ---- | ---- | ---- | ---- | ---- | ---- | ---- | ---- | ---- |
| 352  | 373  | 338  | 322  | 317  | 310  | 323  | 277  | 302  |

| 1906 | 1911 | 1921 | 1926 | 1931 | 1936 | 1946 | 1954 | 1962 |
| ---- | ---- | ---- | ---- | ---- | ---- | ---- | ---- | ---- |
| 285  | 291  | 239  | 260  | 250  | 260  | 292  | 282  | 279  |

| 1968 | 1975 | 1982 | 1990 | 1999 | 2006 | 2007 | 2012 | 2017 |
| ---- | ---- | ---- | ---- | ---- | ---- | ---- | ---- | ---- |
| 223  | 207  | 221  | 228  | 258  | 329  | 339  | 424  | 399  |

| 2022 | - | - | - | - | - | - | - | - |
| ---- | - | - | - | - | - | - | - | - |
| 411  | - | - | - | - | - | - | - | - |

## Économie
La commune se situe dans la zone géographique des appellations d'origine protégée (AOP) Beurre d'Isigny et Crème d'Isigny.

## Culture locale et patrimoine

### Patrimoine
- Église Notre-Dame-de-l'Assomption : du XIIe au XIXe siècle, cette église est restaurée dans les années 1990. Le pavage est changé en 1876. À l'intérieur de l'église on remarque un bénitier en forme de conque en marbre rose de 1856, des fonts baptismaux  de 1877 et un mobilier de chœur de 1850. La tour est du XIVe, elle  est coiffée d'une bâtière d'ardoises.
- Vierge en robe de mariée : XVIIIe siècle, dans la nef, les statues de la Vierge et de l'enfant Jésus sont parées de vêtements  en tissu bleu  et en dentelles. Ils portent tous deux un pendentif symbolisant le Sacré-Cœur de Jésus.
- Château de Goville : XVIIIe siècle, calcaire et enduit, la Coliberderie. Appartenant aux de Royville, ce château situé au milieu d'un parc, propriété des Gosset, des Carité puis des Vallée. En 1985 Jean-Jacques Vallée ouvre la propriété au public sous forme de demeures d'hôtes. Deux ans plus tard, il ouvre un restaurant.
- Le lavoir : accès par un sentier sur l'axe Littry-Bayeux.
- Le calvaire : au carrefour du lieu-dit la Comterie.
- La mairie : ancienne école à la Comterie.

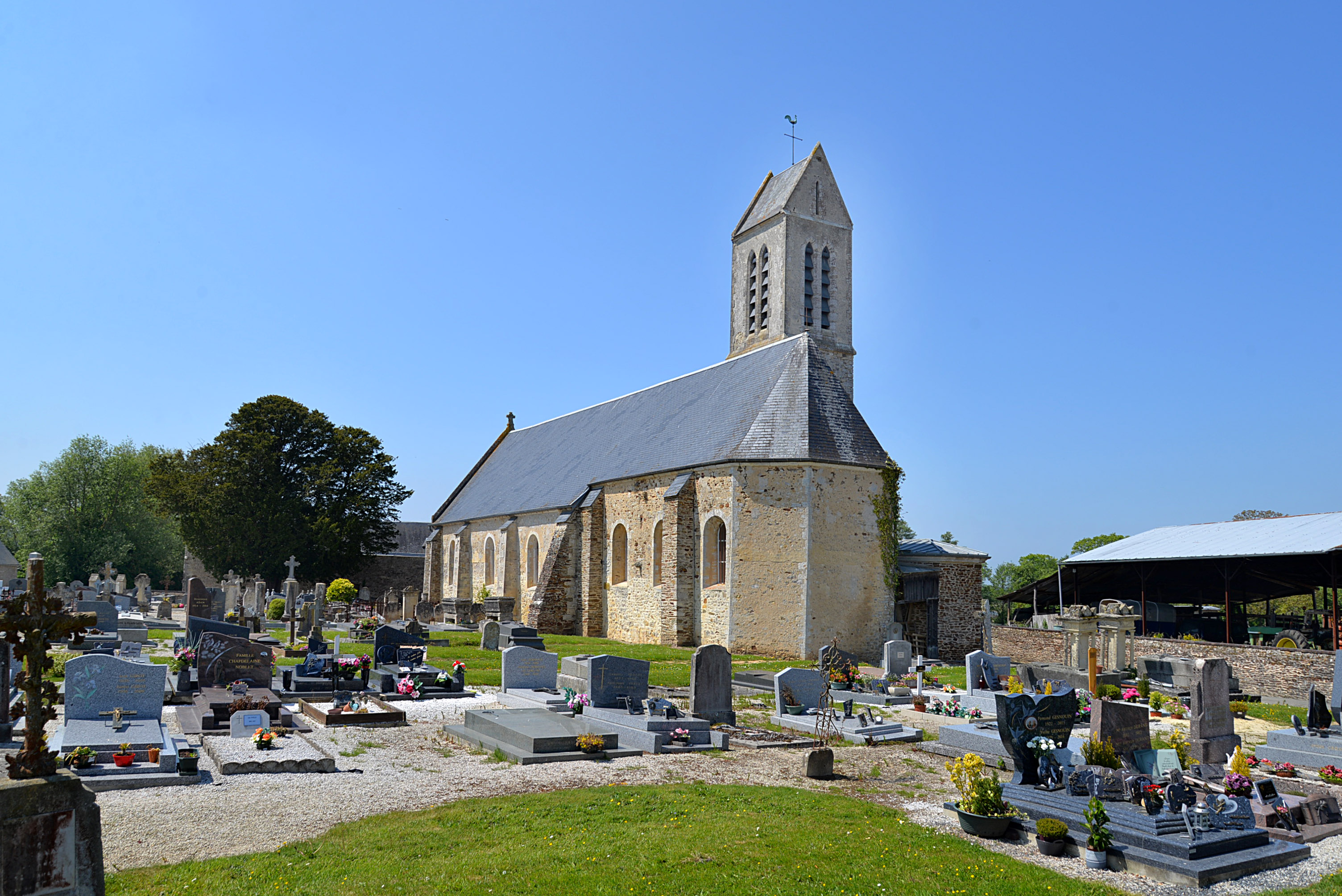
L'église Notre-Dame-de-l'Assomption.
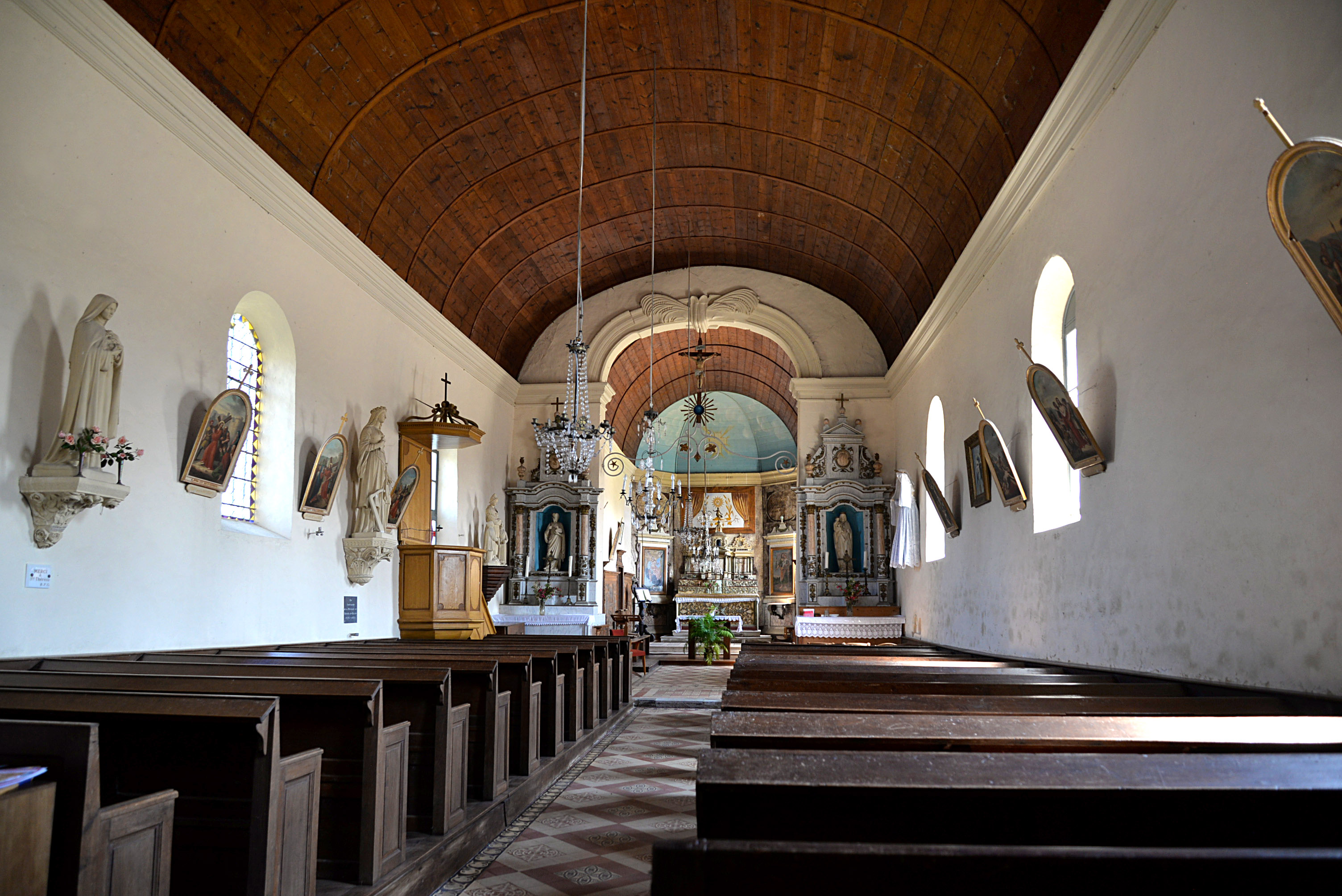
La nef de l'église Notre-Dame-de-l'Assomption.
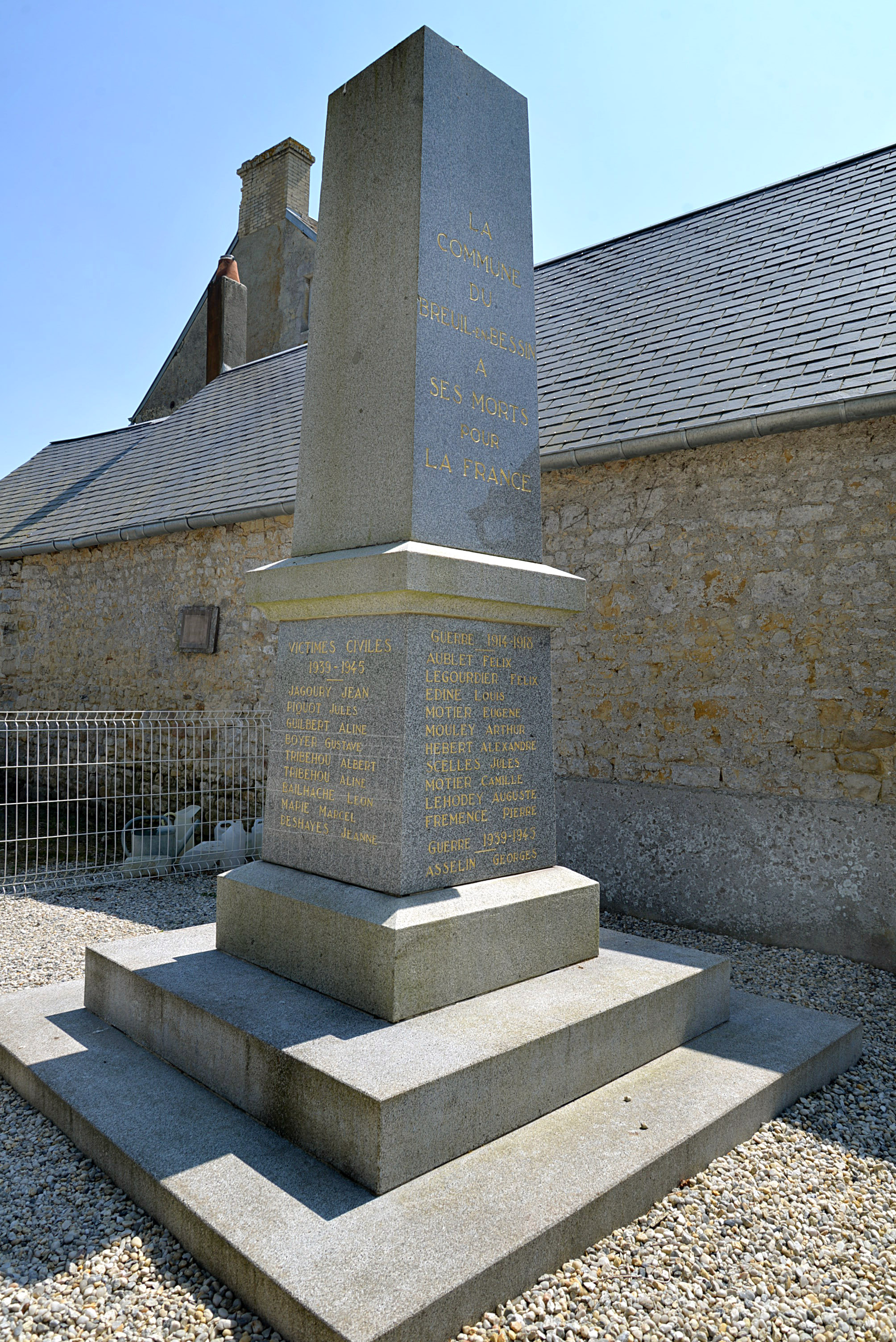
Le monument aux morts.

### Le Breuil-en-Bessin et la littérature
Le Roman de Renart fut composé de 1174 à 1250 par  plusieurs auteurs, dont notamment Richard de Lison, un clerc qui raconte de manière romancée des faits d'intérêt local ayant pour décor la paroisse du Molay :

« Renart se dirige vers le bois du Vernay mais lorsqu'il rencontre l'abbé Huon et sa meute, il retourne sur ses pas après avoir franchi deux fois la Siette et le Drôme. Il rencontre Tibert le chat étendu sur un rocher dans le bois du Molay, tous deux décident de prendre la direction du Vernay pour aller chercher fortune dans l'enclos de Guillaume Bacon, « loing del castel desos la ville ». Or voici que survient ledit Guillaume Bacon, seigneur du lieu, Renart prend un chemin de traverse, Tibert grimpe sur un chêne. Bientôt se joint aux chasseurs le prêtre du Breuil-en-Bessin qui fait route vers Saint-Martin-de-Blagny. Tibert réussit à s'enfuir « tot le chemin de Blagnié ». À hauteur de Tournières, entre la Chênée et la lande de Bernesq, il rencontre Renart qui n'en croit pas ses yeux. Il lui annonce son intention de l'emmener avec lui à Saint-Martin à « Blaengnié » où il diront l'office… »

### Héraldique
| Blason de Le Breuil-en-Bessin | Blason  | De sinople à la rivière ondée en pal d'argent agitée d'azur, accompagnée à dextre d'un frêne et à senestre de l'église du lieu, le tout d'argent, au chef cousu de gueules chargé de deux léopards d'or, l'un sur l'autre, armés et lampassés d'azur. |
| Blason de Le Breuil-en-Bessin | Détails | Les deux léopards d'or sur champ de gueules rappellent les armes de la Normandie. |